# Dayse Marques
Dayse Marques (Macapá),  é uma política brasileira, filiada ao Solidariedade. 
Nas eleições de 2022, foi eleita deputada estadual pelo AP.